# Alyssum syriacum
Alyssum syriacum là một loài thực vật có hoa trong họ Cải. Loài này được Nyár. mô tả khoa học đầu tiên năm 1938 publ. 1939.